# Philodromus pelagonus
Philodromus pelagonus es una especie de araña cangrejo del género Philodromus, familia Philodromidae. Fue descrita científicamente por Silhavy en 1944.

## Distribución
Esta especie se encuentra en Macedonia del Norte.